# Lárdos
Lárdos, en grec moderne : Λάρδος, est un village de la communauté de Lindos, sur la côte sud-est de l'île de Rhodes, en Grèce. Il est situé à 52 km au sud-est de la ville de Rhodes.
Selon le recensement de 2011, la population de Lárdos compte 1 380 habitants.

## Histoire
À proximité du village, les fondations du mur et les tours du château byzantin de Lárdos sont conservées. En 1309, le village est accordé par les Chevaliers Hospitaliers à l'amiral aristocrate génois Vignolo de' Vignoli, qui conservait des titres à Rhodes, en reconnaissance de l'aide qu'il leur avait apportée lors de la conquête de Rhodes et des îles environnantes,. En 1402, le domaine de Lárdos est vendu à Dragonetto Clavelli, seigneur de Nisyros. À la mort de celui-ci, en 1415, Lárdos est restitué aux Hospitaliers par sa veuve Agnese Crispo, fille de Francesco Ier Crispo.
Le couvent de Panagiás tis Ypsenís (Παναγιάς της Υψενής), caché dans la forêt, revêt une importance particulière pour la région. La date de sa construction est placée avant 1800 par Hosios Meletios et elle est dédiée à l'Assomption de la Vierge Marie. Jusqu'à la fin du XIXe siècle, le monastère est connu sous le nom de monastère des hauteurs, tandis que depuis le début du XXe siècle, le nom d'Ypsenís prévaut, en raison toujours de la hauteur à laquelle il est construit.
Dans la zone occupée par le village, de nombreuses découvertes archéologiques intéressantes ont été identifiées, comme l'ancienne mine à ciel ouvert de marbre gris de Lárdos près de la grotte de Saint-Georges, où Artémis était vénérée dans l'Antiquité, ainsi que les anciennes carrières de Mármara et Sphiniés, et la mine de pierres noires et rouges du site Exochí.